# Achalinus hainanus
Achalinus hainanus är en ormart som beskrevs av Huang 1975. Achalinus hainanus ingår i släktet Achalinus och familjen snokar. Inga underarter finns listade i Catalogue of Life.
Arten förekommer i provinsen Hainan i Kina. Honor lägger ägg. Landskapet i regionen är kullig och ligger främst 750 till 800 meter över havet. Ormen besöker antagligen grottor liksom andra släktmedlemmar. Den har troligtvis maskar som föda och den lägger förmodligen ägg.
Fyndplatserna ligger i en skyddszon men utanför sker landskapsförändringar. IUCN listar arten som sårbar (VU).